# Смеђа фока крзнашица
Смеђа или капска фока крзнашица (Arctocephalus pusillus) је врста перајара из породице ушатих фока (Otariidae). 

## Распрострањење
Ареал врсте покрива средњи број држава. 
Врста има станиште у Аустралији, Јужноафричкој Републици, Намибији, и Анголи. Повремено се појављује у Габону.

## Станиште
Станиште врсте су морски екосистеми. 

## Угроженост
Ова врста је наведена као последња брига, јер има широко распрострањење и честа је врста.